# Emődi László
Emődi László (Budapest, 1919. október 20. – Budapest, 1988. december 24.) római katolikus lelkész, a Regnum Marianum közösség vezetője.

## Élete
Tanulmányait Budapesten végezte, 1937-ben érettségizett, majd Esztergomban végezte el a papnevelő intézetet, 1942-ben pappá szentelték. 1953-ig káplán volt különböző plébániákon. 1953 - 1957 között segédmunkásként dolgozott. 1957-től ismét papként dolgozott, egészen 1960-as letartóztatásáig. 
1960. november 22-én letartóztatták és 11 társával együtt bíróság elé állították, ahol egy koncepciós perben „klerikális államellenes összeesküvés” miatt 7 év szabadságvesztésre ítélték. 1963-ban amnesztiával szabadult, ezt követően anyagkönyvelőként dolgozott egy építőipari vállalatnál. 1964. december 8-án újra letartóztatták, majd a Második Regnum Marianum-perben, ahol hét társával állították bíróság elé, 5 évi börtönre ítélték. Büntetését le is töltötte, 1970-ben szabadult. 1973-ig nem végezhetett papi szolgálatot, majd 1973-tól haláláig Csillaghegyen volt káplán.

## Művei
- Az Egyház igaz története: a szentek története. 1. köt. 1959. szeptember 6–1960. március 27-ig; Kató, Bp., 2002 (Korunk legszebb prédikációi)
- A Regnum Marianum története 1900–1970 Archiválva 2021. február 2-i dátummal a Wayback Machine-ben